# اعتراضات ۱۴۰۱ استادان دانشگاه ایران
اعتراضات ۱۴۰۱ استادان دانشگاه ایران به همراهی استادان و اعضای هیئت علمی دانشگاه‌ها و موسسات آموزش عالی ایران با خیزش ۱۴۰۱ ایران اشاره دارد. امضای بیانیه، تحریم کلاس‌های درس، حضور در تجمع‌های اعتراضی دانشجویان و استعفا از مقام دولتی از جمله روش‌های این اعتراضات بود.

## روزشمار

### ۷ مهر
- بیش از 1100 استاد دانشگاه طی انتشار بیانیه‌ای ضمن حمایت از معترضان، خواستار آزادی دانشجویانی شدند که در اعتصاب‌ها و تجمع‌های اخیر بازداشت شده‌اند.[۱] یوسف اباذری و علی شریفی زارچی از جمله استادان شناخته‌شده‌ای بودند که این بیانیه را امضا کردند.[۲]
- در ظرف چند روز تعداد امضاهای این بیانیه به هزاران امضا رسید و استادان و پژوهشگران دانشگاه‌های مختلف متن بیانیه را به صورت الکترونیکی تایید و امضا کردند.
- دانشگاه فردوسی مشهد: جمعی از استادان دانشگاه فردوسی مشهد نیز با انتشار بیانیه‌ای خواستار «پایان دادن به هرگونه خشونت» شدند.[۳]

### ۱۵ مهر
- دانشگاه شریف: بعد از حمله به دانشگاه صنعتی شریف براساس مصوبه جلسه اضطراری شورای دانشگاه صنعتی شریف، گردهمایی استادان دانشگاه لغو شد. طبق اعلام شورای دانشگاه، این تجمع قرار بود در مقابل کتابخانه مرکزی دانشگاه به نشانه اعتراض به «هتک حرمت دانشگاه» برگزار شود.[۴]

### ۳ آبان
- دانشگاه شریف: بعد از اقدامات دانشجویان معترض برای رفع تفکیک جنسیتی در سلف دانشگاه و بسته شدن آن توسط مسئولان، در این روز شماری از دانشجویان بر روی زمین نشسته و غذا خوردند. عادل فردوسی‌پور استاد گروه زبان انگلیسی نیز در مقابل سلف دانشگاه نشست و همراه با دانشجویان بر روی زمین غذا خورد.[۵]

### ۷ آبان
- دانشگاه اصفهان: لباس‌شخصی‌ها به دانشجویان معترض که نزدیک درب اصلی تجمع کرده بودند با باتوم و زنجیر حمله کردند و دانشجویان را مورد ضرب و شتم قرار دادند. استادان حامی دانشجویان این دانشگاه به وزارت اطلاعات و سازمان اطلاعات سپاه فراخوانده شدند و مورد تهدیدهای حضوری و تلفنی متعدد قرار گرفتند.[۶]
- دانشگاه علامه طباطبایی: اعتصاب دانشجویان دانشکده ادبیات فارسی و زبان خارجه به دلیل اخراج احمد شرفشاهی استاد مدعو گروه فلسفه.[۷]

### ۱۴ آبان
- انجمن اسلامی مدرسان دانشگاه‌ها در نامه‌ای اعتراضی به وزیر علوم، خواستار پایان دادن به «بازداشت و زندانی کردن دانشجویان معترض» و «ممانعت از ورود نیروهای امنیتی با لباس نظامی یا لباس شخصی» به دانشگاه شدند.[۸]
- استادان دانشگاه‌ها پس از انتشار یادداشت‌ها و یا بیانیه‌‌های اعتراضی در فضای مجازی و در صفحات شخصی‌شان به حراست و ادارات اطلاعات فراخوانده شدند.[۹]

### ۱۶ آبان
- دانشگاه امیرکبیر: ۱۲۱ تن از استادان دانشگاه صنعتی امیرکبیر طی نامه‌ای خطاب به رئیس دانشگاه از دانشجویان حمایت کرده و نسبت به بازداشت و تعلیق گسترده دانشجویان واکنش نشان دادند.[۱۰][۱۱][۱۲]

قریب به۶۰۰ نفر از استادان دانشگاه‌ها و پژوهشگاه‌های کشور با امضای یک بیانیه خواستار لغو «تمامی احکام ضد حقوق مدنی علیه دانشجویان» و «آزادی بی‌قید و شرط» دستگیرشدگان شدند. اسامی استادان امضاکننده‌ی بیانیه در لینک زیر قابل مشاهده است.   https://modaresinpress.ir/university/2811/
امضاکنندگان، توسط مقامات مسئول دانشگاه و به دستور سازمان اطلاعات سپاه احضار و بازخواست شده و احکامی از توبیخ کتبی تا اخراج دریافت کردند. فرایند فراخوانی به نهادهای امنیتی و اعمال فشارهای روانی از طریق تماس‌های تلفنی و فحاشی و ... تا مدت‌ها ادامه یافت.

### ۱۷ آبان
- دانشگاه شریف: شماری از دانشجویان دانشگاه شریف با همراهی تعدادی از استادان، در سالن جباری این دانشگاه در اعتراض به ممنوع‌الورودی شماری از دانشجویان و آزادی دانشجویان زندانی تجمع برگزار کردند. در این اعتراض، عادل فردوسی‌پور در سخنان تأکید کرد که «جای دانشجو پشت میله زندان نیست. همه مردم ایران خواهان آزادی بی‌قیدوشرط دانشجوهای در بند هستند.»[۱۶]

### ۲۲ آبان
- دانشگاه نوشیروانی بابل: ۷۳ نفر از استادان دانشگاه نوشیروانی بابل در نامه‌ای به رئیس این دانشگاه خواستار توقف صدور احکام انضباطی برای دانشجویان شدند.[۱۷]

### ۲۹ آبان
- دانشگاه کردستان: رحمت صادقی، رئیس دانشگاه کردستان از سمت خود استعفا داد و این استعفا مورد پذیرش وزیر علوم قرار گرفت.[۱۸]
- دانشگاه رازی کرمانشاه: بیش از یکصد نفر از استادان دانشگاه رازی کرمانشاه طی نامه سرگشاده‌ای به «ورود نیروهای امنیتی به محیط دانشگاه و بازداشت دانشجویان» اعتراض کردند و خواهان آزادی فوری دانشجویان دستگیر شده گردیدند.
- دانشگاه خلیج فارس بوشهر:  حجت پارسا، رئیس دانشکده اقتصاد دانشگاه خلیج فارس، از سمت خود استعفا کرد. وی علل استعفای خود را «جلوگیری از تعرض به دانشگاه و حفظ استقلال آن و برای دانشجویان در بند و تعلیق و اخراج‌شده و به دلیل خون‌هایی که به ناحق بر زمین ریخته می‌شوند و برای آزادی» عنوان کرده‌است.[۱۹]

### ۱۱ آذر
- دانشگاه تهران: جمعی از دانشجویان هنرهای تجسمی دانشگاه تهران در نامه‌ای خطاب به استادان این دانشگاه نسبت به سکوت آنها در قبال وقایعی که بر دانشجویان می‌رود انتقاد کردند.[۲۰]

### ۱۳ آذر
- دانشگاه‌های خارج: جمعی از استادان دانشگاه در سراسر جهان از جمله پاریس، فرانکفورت، اوپسالا و کمبریج خواستار آزادی بهروز چمن آرا، رئیس سابق پژوهشکده کردستان‌شناسی و استادیار گروه زبان و ادبیات کردی دانشگاه کردستان شده‌اند که بیش از یک هفته پیش در سنندج بازداشت شد.[۲۱]
- دانشگاه کردستان: بهروز چمن‌آرا، رئیس سابق پژوهشکده کردستان‌شناسی و استادیار گروه زبان و ادبیات کردی دانشگاه کردستان بعد از یک هفته بازداشت، به‌صورت موقت آزاد شد.[۲۲]

### ۱۴ آذر
- دانشگاه علم و صنعت: جمعی از استادان دانشگاه علم و صنعت تهران با امضای یک نامه سرگشاده خطاب به ریاست این دانشگاه خواهان برقراری محیطی امن برای حضور و تحصیل دانشجویان و خودداری نیروهای امنیتی از ورود به دانشگاه شده‌اند.[۲۳]
- انجمن اسلامی مدرسان دانشگاه‌ها در بیاینه‌ای به تضییع حقوق دانشجویان در شیوه نامه جدید اجرائی آئین‌نامه انضباطی دانشجویان اعتراض کرد.[۲۴]

### ۲۱ آذر
- انجمن مطالعات خاورمیانه و انجمن مردم‌شناسی آمریکای شمالی در بیانیه‌ای با اشاره به «سرکوب سنگین حکومتی در تازه‌ترین دور اعتصاب‌ها و اعتراضات دانشجویی از ۱۴ تا ۱۶ آذر ماه از حمله به دانشگاه‌ها، بازداشت، و ربودن معترضان دانشجو و استاد دانشگاه» انتقاد کردند.[۲۵]

### ۲۲ آذر
- جمعی از شخصیت‌های دانشگاهی ایرانی در خارج از کشور در نامه‌ای خطاب به جاوید رحمان، گزارشگر ویژه حقوق بشر سازمان ملل به «اذیت و آزار و مجازات‌های بدون محاکمه و خودسرانه دانشجویان و استادان» در اعتراضات اشاره کردند.[۲۶]

### ۲۵ آذر
- ۹۰ عضو هیئت علمی دانشگاه علوم‌پزشکی تهران با انتشار نامه‌ای خطاب به رئیس این دانشگاه، با انتقاد از تغییرات آیین‌نامه انضباطی دانشجویان، نسبت به تشدید برخوردها ابراز نگرانی کردند.[۲۷]

### ۴ دی
- رضا رئیس‌کرمی عضو هیئت علمی دانشگاه علوم پزشکی تهران در مصاحبه‌ای با خبرگزاری ایسنا با اشاره به تغییر آیین‌نامه انضباطی دانشجویان اعلام کرد «استفاده از اهرم‌های انضباطی نمی‌تواند مانعی برای حرکت اعتراضی دانشجویان باشد.»[۲۸]
- علی شریفی زارچی، استاد دانشگاه شریف، به وزارت اطلاعات فراخوانده شد. وی علاوه بر پشتیبانی از دانشجویان چندین بار نسبت به فضای امنیتی دانشگاه اعتراض داشته است.[۲۹]  او پس از تهدیدهای بسیار مجبور به ترک ایران شدند.
- استادان امضا‌کننده‌ی بیانیه‌های حمایت از دانشجویان و دانشگاهیان معترض در همه دانشگاه‌ها به وزارت اطلاعات فراخوانده شدند.
- سعید رحیمی، استادیار زبان و ادبیات فارسی دانشگاه شریف، نوشته است که برای ممانعت از ضرب و شتم یک دانشجو به دست نیروهای حراست اقدام کرده اما ناگهان از ناحیه سر و صورت و شکم مورد اصابت مشت و لگد نیروهای حراست قرار گرفته است.

### ۹ آبان
- موج جدید فراخوانی استادان حامی دانشجویان به نهادهای امنیتی و فشارهای روانی و خودسرانه حراست‌های دانشگاه‌ها شروع شد و استادان امضاکننده‌ی بیانیه‌ها را به نوشتنِ توبه‌نامه و ابراز کتبی برائت از معترضان مجبور کردند.
- در بسیاری از دانشگاه‌ها از جمله دانشگاه اصفهان، مامورانِ حراست با توجیهِ «فوق امنیتی بودن شرایط» به ارعابِ استادان معترض و یا حامی دانشجویان پرداختند.
- ماموران حراست بسیاری از دانشگاه‌ها با ارعابِ استادان تازه استخدام شده، آن ها را مجبور کردند علیه همکاران خود گزارش بدهند.

## ممنوع الورود، تعلیق و اخراج استادان دانشگاه
بر مبنای گزارش برخی از منابع خبری بیش از 60 استاد برجسته دانشگاه به دلیل همراهی در اعتراضات و انتقاد از وضع موجود در دولت ابراهیم رئیسی اخراج، تعلیق یا وادار به بازنشستگی  اجباری پیش از موعد شدند. 
- محمد راغب، استادیار زبان و ادبیات فارسی دانشگاه بهشتی در یک پست اینستاگرام خود از «تعلیق» خود به دلیل همگامی با اعتصاب دانشجویان خبر داد.[۲۹]
- نگار ذیلابی از اعضای هیئت علمی دانشکده الهیات و ادیان و اسلام ناظمی از اعضای هیئت علمی دانشکده مهندسی و علوم کامپیوتر دانشگاه بهشتی نیز تعلیق و به دانشگاه ممنوع‌الورود شده‌اند.[۲۹]
- نیلوفر رضوی از استادان معماری و رئیس کتابخانه مرکزی دانشگاه بهشتی به علت همراهی با اعتراضات و به رسمیت شناختن حق اعتراض دانشجویان از سمت خود برکنار گردید.[۲۹]
- حسین مصباحیان، از اعضای هیئت علمی گروه فلسفه دانشگاه تهران، به علت حمایت از دانشجویان از این دانشگاه «اخراج» شده است.[۲۹]
- صلاحیت محسن برهانی استاد حقوق دانشگاه تهران در پی انتقاد به اعدام معترضان برای عضویت در هیأت علمی دانشگاه تهران رد شد.[۳۱] این حقوقدان علاوه بر انتقادها از اتهاماتی مانند «محاربه» و «افساد فی‌الأرض» به معترضان و صدور احکام اعدام برای آنان و همچنین به پخش «اعتراف اجباری» در صدا و سیما  اعتراض کرده و این اقدام جمهوری اسلامی را مستوجب «مجازات» دانسته بود.[۳۲] رئیس سازمان بسیج استادان کشور محمد رضا مردانی بر این مساله تاکید کرده بود که: ما در تمامی دانشگاه‌ها حضور تشکیلاتی داریم.[۳۱]
- بسیاری از استادان نزدیک به سن بازنشستگی مجبور به تسلیم تقاضای بازنشستگی و یا بازخرید شدند.
- در پی افزایش فشار بر دانشجویان و استادان دانشگاه‌های ایران به خاطر حمایت از اعتراضات سراسری و دانشجویان، مهشید گوهری، استاد ادبیات دانشگاه فردوسی مشهد از این دانشگاه اخراج گردید.[۳۳] خانم گوهری در شبکه اجتماعی نوشته است: «این ترم شرایطی فراهم شد که به صورت علمی مشق خردورزی و آزاداندیشی و حق‌جویی را در دانشگاه تمرین کنیم و همین بهانه‌ای شد برای پاکسازی گر‌وهی از مدرسان ادبیات دانشگاه فردوسی.»[۳۳]
- ابراهیم سلیمی کوچی، عضو هیئت علمی دانشگاه اصفهان، نویسنده و فعال محیط زیست و برنده‌ی جایزه‌ی موسسه بین‌المللی ایکساد در سال 2022 به عنوان «دانشمند ممتاز علوم انسانی» به دلیل امضای بیانیه و حمایت از دانشجویان زندانی از این دانشگاه اخراج گردید.[۳۴][۳۵]
- در بیانیه‌ای که به امضای ۱۲۰ نفر از دانشجویان دانشکده‌ علوم نظری و مطالعات عالی دانشگاه هنر رسیده، آنها  تعلیق دو استاد به نام‌های امیر مازیار و کوروش گلناری را نادرست و نقض رسالت دانشگاه شمرده و خواهان برگشت به کار این دو استاد شدند.[۳۶]
- علی شریفی زارچی عضو هیئت علمی بیوانفورماتیک و هوش مصنوعی دانشکده مهندسی کامپیوتر دانشگاه صنعتی شریف در تابستان 1402 با دلیل واهی عدم ارسال مدارک جهت تبدیل وضعیت تمدید قرارداد نگردید و اخراج شد. [۳۷][۳۸]
- سایر استادان که دلیل همراهی در جریان اعتراضات از دانشگاه مستقیما و یا به نوعی اخراج شده اند عبارتند از:

آمنه عالی(استاد دانشکده روانشناسی دانشگاه علامه طباطبایی)، حمیده خادمی (استاد دانشکده روانشناسی دانشگاه علامه طباطبایی)، علی سرزعیم (استاد اقتصاد و عضو هیئت علمی دانشگاه علامه طباطبایی)، محمد فاضلی (استاد جامعه‌شناسی و عضو هیئت علمی دانشگاه شهید بهشتی)، بیژن عبدالکریمی (دانشیار گروه فلسفه دانشگاه آزاد تهران)، ایرج مهرکی (استاد ادبیات دانشگاه آزاد کرج)، صادق زیباکلام (استاد علوم سیاسی دانشگاه تهران)، محسن برهانی (استاد حقوق و عضو هیئت علمی دانشگاه تهران)، رضا امیدی (استاد جامعه‌شناسی دانشگاه تهران)، علی شریفی‌زارچی (استاد و عضو هیات‌علمی دانشکده مهندسی کامپیوتر دانشگاه صنعتی شریف)، پانته‌آ واعظ‌نیا (استاد گروه گرافیک دانشگاه الزهرا)، رحمت صادقی (رییس دانشگاه کردستان)، حجت پارسا (رییس دانشکده اقتصاد دانشگاه خلیج‌فارس)، بهروز چمن‌آرا (استادیار گروه زبان و ادبیات کردی دانشگاه کردستان)، محمد راغب (استادیار زبان و ادبیات فارسی دانشگاه شهید بهشتی)، نگار ذیلابی (استاد تاریخ و تمدن و عضو هیئت علمی دانشکده الهیات و ادیان دانشگاه شهید بهشتی)، اسلام ناظمی (عضو هیئت علمی دانشکده مهندسی و علوم کامپیوتر دانشگاه شهید بهشتی)، نیلوفر رضوی (استاد معماری و رییس کتابخانه مرکزی دانشگاه شهید بهشتی)، حسین مصباحیان (عضو هیئت علمی گروه فلسفه دانشگاه تهران)، مهشید گوهری (استاد ادبیات دانشگاه فردوسی مشهد)، امیر مازیار (استاد دانشکده علوم نظری و مطالعات عالی دانشگاه هنر)، کوروش گلناری (استاد دانشکده علوم نظری و مطالعات عالی دانشگاه هنر)، فرشاد عسگری‌کیا (استاد دانشکده هنر)، عمار آشوری (استاد دانشکده هنر و معماری دانشگاه آزاد تهران )، غلامرضا شهبازی (استاد رشته نمایش در دانشگاه‌های هنر و سوره)، شمسی عباسعلی‌زاده (عضو هیئت علمی گروه زنان و زایمان دانشگاه علوم پزشکی تبریز)، امیر نیک‌پی (استاد جامعه‌شناسی حقوقی و انسان‌شناسی حقوقی دانشکده حقوق دانشگاه شهید بهشتی)، حسن باقری‌نیا (عضو هیئت علمی گروه روان‌شناسی و علوم تربیتی دانشگاه حکیم سبزواری)، زهرا خشک‌جان (استادیار جامعه‌شناسی سیاسی در دانشگاه باهنر کرمان)، ابوالفضل شایان (مدیر گروه رشته تربیت‌بدنی دانشگاه جهرم)، سوسن صفاوردی (استاد دانشکده علوم سیاسی دانشگاه آزاد تهران)، علی‌اکبر امینی (استاد دانشکده علوم سیاسی دانشگاه آزاد تهران)، امیر ساجدی (استاد دانشکده علوم سیاسی دانشگاه آزاد تهران)، علیرضا رادمهر (استاد دانشکده علوم سیاسی دانشگاه آزاد تهران)، حسین تفضلی (استاد دانشکده علوم سیاسی دانشگاه آزاد تهران)، د‌ی‌دخت صادقی (استاد دانشکده علوم سیاسی دانشگاه آزاد تهران)، محمدعلی خسروی (استاد دانشکده علوم سیاسی دانشگاه آزاد تهران)، ملک‌تاج خسروی (استاد دانشکده علوم سیاسی دانشگاه آزاد تهران)، بیژن نیری (استاد دانشکده علوم سیاسی دانشگاه آزاد تهران)، آرش رییسی‌نژاد (عضو هیئت علمی دانشکده‌ حقوق و علوم سیاسی ‎دانشگاه تهران)، آذین موحد (استاد دانشکده موسیقی پردیس هنرهای زیبای دانشگاه تهران)، غلام حیدر ابراهیم بای سلامی (عضو هیئت علمی دانشگاه تهران)، نعمت احمدی (استاد گروه تاریخ دانشگاه آزاد تهران)، آرش اباذری (استاد گروه فلسفه علم دانشگاه صنعتی شریف)، رضا قاضی سعیدی (دانشیار و عضو هیئت علمی دانشکده فنی مهندسی دانشگاه آزاد تهران)، سوده حامدتوسلی (عضو هیئت علمی دانشکده حقوق دانشگاه آزاد کرج)، کوشا گرجی‌صفت (استاد دانشکده علوم اجتماعی دانشگاه تهران)، راحله علیمرادزاده (عضو هیئت علمی دانشگاه علوم پزشکی ایران)، جواد عاطفه (نمایشنامه‌نویس، کارگردان و مدرس تئاتر)، محمدصدیق امیری (استاد و عضو هیئت علمی گروه حسابداری دانشگاه آزاد سنندج)، مهدی مطهرنیا (استاد علوم سیاسی دانشگاه آزاد قم)، فرزان سجودی (استاد زبان‌شناسی و نشانه‌شناسی دانشکده هنر دانشگاه تهران)، بهشید حسینی (رییس دانشکده معماری دانشگاه هنر)، ابراهیم سلیمی کوچی (استاد دانشکده‌ی زبان‌های خارجی دانشگاه اصفهان)، محمدجواد شکریان (استاد دانشکده‌ی زبان‌های خارجی دانشگاه اصفهان)،  سیدمحمدرضا ابن الرسول (استاد دانشکده‌ی زبان های خارجی دانشگاه اصفهان)، مهدی مطیع (استاد دانشکده الهیات و معارف دانشگاه اصفهان)، محمد سلطانی (استاد دانشکده الهیات و معارف دانشگاه اصفهان)، عسکر علی کرمی ( استادیار دانشکده زبانهای خارجی دانشگاه اصفهان)  رهام افغانی خراسکانی (عضو هیئت علمی دانشکده‌ معماری و شهرسازی دانشگاه شهید بهشتی)، محمد مهدی علومی (استاد جراحی دانشکده دامپزشکی دانشگاه شهید باهنر کرمان) ، بهارک اختردانش (استاد بخش داخلی دام‌های کوچک دانشگاه شهید باهنر کرمان)، آرمین امیر (عضو هیئت علمی دانشکده علوم اجتماعی دانشگاه علامه طباطبایی)، مهدی خویی (استاد جامعه‌شناسی دانشگاه علامه طباطبایی) و احمد شرفشاهی (استاد مدعو گروه فلسفه دانشگاه علامه طباطبایی). 
- استادان امضاکننده بیانیه‌های حمایت از دانشجویان زندانی و جنبش «زن، زندگی، آزادی» همچنان قربانی تهدید، بازجویی و همچنین اجبار برای نوشتنِ برائت‌نامه و ابراز پشیمانی هستند. استادان دانشگاه تهران، تربیت مدرس، دانشگاه اصفهان و بسیاری از دانشگاه‌های دیگر توسط «کمیته‌های رسیدگی به تخلفات اعضای هیئت علمی» رسما مجبور به ابراز ندامتِ کتبی شده‌اند.
- متأسفانه بسیاری از صاحب منصبان دانشگاه‌ها به دلیل همدستی با سرکوبگران و نهادهای امنیتی بعدها به مناصب بالاتری رسیدند.

## سایر واکنش‌ها
جمعی از استادان گروه موسیقی دانشگاه تهران در بیانیه‌ای از تعطیلی کلاس‌های درس خبر داده و اعلام کرده‌اند، تشکیل هرگونه کلاسی در چنین شرایطی «بی‌مسئولیتی اجتماعی ما تلقی خواهد شد.» علی شریفی زارچی از استادان دانشگاه شریف و عضو هیئت علمی بیوانفورماتیک و هوش مصنوعی، دانشکده مهندسی کامپیوتر دانشگاه صنعتی شریف اعلام کرد تا آزاد شدن دانشجویان بازداشت شده هیچ کلاسی را برگزار نخواهد کرد. مجید رفیعی، شهرام خزائی، آذین موحد و علیرضا بحرینی، از استادان دانشگاه شریف نیز در حمایت از اعتصاب سراسری دانشجویان اعلام کردند که کلاس‌های درس خود را تعطیل می‌کنند.
لیلی گله‌داران استاد دانشگاه هنر شیراز با انتشار متن استعفای خود در شبکه‌های اجتماعی اعلام کرد در حمایت از مردم کشور و درست کن به جمهوری اسلامی از تدریس در دانشگاه و عضویت در هیئت علمی استعفا داده‌است. فرشاد عسگری‌کیا، عمار آشوری، استاد دانشکده هنر و معماری دانشگاه آزاد تهران مرکز، و غلامرضا شهبازی استاد رشته نمایش در دانشگاه‌های هنر و سوره استعفا کردند.
بیش از ۲۰۰ نفر از استادان دانشگاه علوم پزشکی تبریز، با ارسال نامه‌ای به رئیس دانشگاه، از دانشجویان حمایت کرده‌اند.
استادان دانشگاه علوم پزشکی تهران طی نامه‌ای به حسین قناعتی تعدادی از اشکالات «حقوقی و اخلاقی» شیوه‌نامه جدید را برشمردند. از جمله، این استادان تاکید کرده‌اند که «شک به جرم نباید منجر به صدور حکم شود» و چنین روالی «اصل برائت» را نقض می‌کند. آنها همچنین تأکید کردند که در شیوه‌نامه جدید «کمر به آزار و اقرارگیری اجباری بسته‌اند» و متذکر شده‌اند که این امر، طبق ماده ۵۷۸ قانون مجازات اسلامی جرم محسوب می‌گردد.

## اسامی استادان

### استعفا دهندگان
| تاریخ   | نام        | مسئولیت                              | علت استعفا                                                                             | منبع   |
| ------- | ---------- | ------------------------------------ | -------------------------------------------------------------------------------------- | ------ |
| ۲۹ آبان | رحمت صادقی | رئیس دانشگاه کردستان                 |                                                                                        | [ ۴۱ ] |
| ۲۹ آبان | حجت پارسا  | رئیس دانشکده دانشگاه خلیج فارس بوشهر | جلوگیری از تعرض به دانشگاه و حفظ استقلال آن و برای دانشجویان در بند و تعلیق و اخراج‌شده | [ ۴۲ ] |